# Мережковские
Мережковские — русский дворянский род малороссийского происхождения.
По автобиографическим записям Д. С. Мережковского, его прадед Фёдор Мережки был войсковой старшина на Украине в городе Глухове. Дед писателя, «Иван Федорович, в последних годах XVIII-ого века, в царствование императора Павла I, приехал в Петербург и, в качестве дворянина, поступил младшим чином в Измайловский полк. Тогда-то, вероятно, и переменил он свою малороссийскую фамилию Мерёжки на русскую — Мережковский. Из Петербурга переведен был в Москву и принимал участие в войне 12-го года».
Определением Правительствующего сената от 4 августа 1866 года, действительный статский советник (с 1875 — тайный советник) Сергей Иванович Мережковский, с женой Варварой Васильевной и детьми: сыновьями Константином, Владимиром, Николаем, Александром, Сергеем, Дмитрием и дочерью Надеждой, был «утверждён в потомственном дворянском достоинстве со внесением в третью часть дворянской родословной книги, по Всемилостивейше пожалованному ему в 1865 г. чину действительного статского советника».

## Описание герба
Серебряный щит разделен червленым стропилом, выходящим из двух золотых львиных пастей у основания щита. Вверху, в правой стороне щита червленый длинный трилистный крест; в левой верхней стороне щита червленый якорь. Под стропилом внизу червленый, с золотыми глазами, языком и клювом пеликан, питающий кровью трех червленых, с золотыми глазами, языками и клювами птенцов. Над щитом дворянский шлем с короной. Нашлемник: червленый, с золотыми глазами, языком и клювом пеликан, питающий кровью трех червленых птенцов с золотыми глазами, языками и клювами. Намет: червленый с серебром.
Герб Мережковского Высочайше утвержден 15 января 1870 года и внесен в Общий гербовник дворянских родов Российской империи, часть 13, стр. 132.